# Оллаберганов, Оллаберган Хаитбоевич
Олаберганов  Акромбек Икрам Угли
(узб. Ollabergan Haitboyevich Ollaberganov; род. в 1961 году, Хорезмская область, УзССР) — узбекский государственный деятель, с февраля 2008 по 24 января 2012 года занимал должность хокима Хорезмской области.

## Биография
Оллаберган Хаитбоевич родился в 1961 года в Хорезмской области.
В феврале 2008 года назначен на должность хокима в соответствии с указом президента Узбекистана Ислама Каримова. 24 января 2012 года освобождён от должности.

## Награды
- Орден «Мехнат Шухрати» (27.08.2002)[3]